# Psicofisiologia
Psicofisiologia também chamada de fisiopsicologia é o estudo das relações entre fenômenos psíquicos e fisiológicos. 

## Estudo
A psicofisiologia estuda a base fisiológica das funções motoras especialmente no que se refere aos reflexos, à postura, ao equilíbrio, à coordenação motora e ao mecanismo de execução dos movimentos.
As correntes psicofisiológicas mais radicais propõem a substituição da psicologia pela fisiologia, numa posição reducionista. No extremo oposto estão os psicólogos que entendem ser dispensável a base fisiológica para a psicologia. Considera-se a publicação de Rapports du physique et du moral de l'homme (1796 - 1802; Relações entre o físico e a moral do homem), obra de Georges Cabanis, precursor da psicofisiologia que viveu na segunda metade do século XVIII, como o marco inicial da psicofisiologia. Essa disciplina progrediu lentamente até que em 1929 o cientista alemão Hans Berger inventou a eletroencefalografia, técnica que permite registrar e interpretar as variações elétricas com sede no cérebro, cujos resultados são de utilidade para a medicina e para a cirurgia.
O surgimento da psicocirurgia e o avanço da psicofarmacologia marcaram o progresso da psicofisiologia, cujas contribuições mais importantes enfocam temas como níveis de vigilância, sono e sonho; motivação e emoção; memória e aprendizagem; personalidade e suas modificações. A evolução dos estudos sobre alterações de personalidade e mudança de comportamento determinou a substituição da intervenção cirúrgica chamada lobotomia, praticada com o objetivo de alterar a personalidade e conter assim a agressividade do paciente, pelo uso de drogas que atuam no cérebro. Essas drogas se classificam em três categorias: psicolépticas, que diminuem a atividade mental; psicoanalépticas, que estimulam a atividade mental; e psicodislépticas, que apresentam efeitos perturbadores. O primeiro grupo compreende os hipnóticos; os tranqüilizantes, de ação suave; e os neurolépticos, de ação vigorosa. O segundo grupo compreende as anfetaminas, drogas que atuam sobre o sistema de vigilância; e os antidepressivos, que operam sobre o humor. No terceiro grupo situam-se as drogas alucinógenas e despersonalizantes.